# Dobra (województwo śląskie)
Dobra – wieś w Polsce położona w województwie śląskim, w powiecie zawierciańskim, w gminie Pilica.
Nie wiadomo dokładnie kiedy powstała wieś, istniała na pewno już w XIV wieku. Pierwsze wzmianki o Dobrej, jako wsi szlacheckiej, należącej do rodu Toporów, pochodzą z XV wieku. 5 lutego 1401 roku właścicielka Dobrej, Jadwiga,  przedstawiła w sądzie ziemskim krakowskim dokumenty królewskie wykazujące, że jej wieś, Dobra "cieszy się posiadaniem prawa niemieckiego i cały okręg pilicki cieszy się podobnie tymże prawem".
W 1432 roku dekret bpa. Zbigniewa Oleśnickiego informuje o wsiach od dawna należących do Pilicy, wymieniając m.in. Dobrą. 
W nocy z 1 na 2 listopada 1655 roku, Szwedzi zajęli i zniszczyli Pilicę, można przypuszczać, że ucierpiały również okoliczne wsie. 
Kilkakrotnie wieś nawiedzały również epidemie, m.in. w 1599 r, 1662 r, 1705-1714.
W rejestrze ludności chrześcijańskiej z 1791 roku, znajduje się informacja, że w Dobrej istniało 26 domów jednoizbowych, w których mieszkało 181 osób. 
W latach 1975–1998 miejscowość administracyjnie należała do województwa katowickiego.